# Inferno e paradiso (origami)

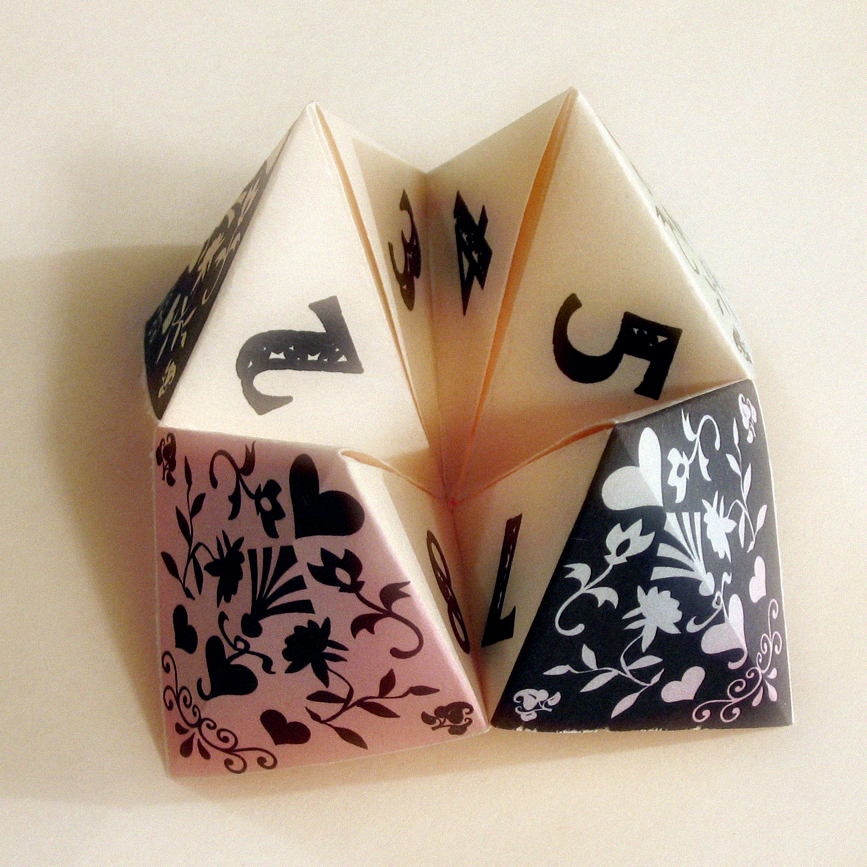
Un inferno e paradiso decorato

Inferno e paradiso, chiamato anche origami indovino, è una forma di origami, usato prevalentemente come gioco per bambini.

## Funzionamento
Il gioco prevede tipicamente due ruoli: un manovratore e un giocatore. Le parti visibili del gioco sono etichettate con colori o numeri, che servono come opzioni tra cui il giocatore deve scegliere, e all'interno del dispositivo ci sono otto risvolti, ciascuno dei quali nasconde un messaggio. Il manovratore manipola il dispositivo in base alle scelte fatte dal giocatore, e alla fine viene rivelato uno dei messaggi nascosti. Questi messaggi possono essere risposte a domande poste dal giocatore (da cui il nome "indovino"), o possono essere attività che il giocatore deve svolgere.

## Costruzione
Un indovino di carta può essere costruito seguendo i passaggi mostrati nell'illustrazione seguente:
1. Piegare gli angoli di un foglio di carta fino a incontrare i lati opposti e (se la carta non è già quadrata) tagliare la parte superiore, formando un foglio quadrato con pieghe diagonali.
2. Piegare al centro i quattro angoli del quadrato, formando una forma nota nella terminologia degli origami come "piega a cuscino" o "piega blitz"[3]. Capovolgere il quadrato più piccolo risultante, e piegare i quattro angoli una seconda volta.
3. Piegare tutti e quattro gli angoli in modo che i punti si incontrino al centro. Per muovere l'oggetto, inserire le dita nelle tasche di carta in ciascuno dei quattro angoli.